# Elizaveta Karamihailova
Elisabeth Ivanova Kara-Mihailova (bulgare : Елисавета Иванова Карамихайлова), ou Elisabeth Karamihailova, est une physicienne bulgare. Elle est parmi les quelques femmes pionnières de la physique nucléaire au début du XXe siècle, a créé les premiers cours pratiques de physique des particules en Bulgarie et a été la première femme à détenir un titre de professeur dans le pays. 

## Jeunesse
Elisabeth Karamihailova naît en 1897 à Vienne, d'Ivan Mikhaylov et Mary Slade. Ses deux parents étudient à l'Université de Vienne. Ivan, né à Choumen (Bulgarie), la médecine et Mary, originaire de Minster Lovell (Oxfordshire), la musique. Son père obtient son diplôme en 1907 et la famille reste à Vienne pendant deux ans avant de déménager en Bulgarie en 1909 dans une maison spacieuse dans le centre de Sofia. 
Karamihailova grandit dans un environnement artistique et scientifique. Son père transforme l'étage supérieur de sa maison en hôpital de la Croix-Rouge où il soigne ses patients sans exiger de paiement. Elle s'inscrit au Sofia Girls College et y obtient son diplôme en 1917 puis part étudier à l'Université de Vienne. 

## Etudes de la radioactivité
En 1922, Karamihailova obtient son doctorat en physique et mathématiques. Elle écrit sa thèse, intitulée Über elektrische Figuren auf verschiedenen Materialien, insbesondere auf Kristallen sous la direction de Karl Przibram. Karamihailova poursuit ses travaux à l'Institut d'études sur le radium, s'intéressant particulièrement à la radioluminescence. Elle coopère avec Marietta Blau dans l'étude du polonium et fait des recherches sur les méthodes de bombardement neutronique du thorium. Karamihailova suit simultanément des cours d'ingénierie électronique et de radio à l'École polytechnique de Vienne.  
À l'automne 1923, elle retourne brièvement en Bulgarie et travaille comme "boursière invitée" à l'Institut de physique de l'Université Saint-Clément-d'Ohrid de Sofia. Puis, à Vienne, elle commence ses travaux sur la transmutation des éléments lumineux sous rayonnement alpha à l'Institut d'études du radium. En 1931, Karamihailova et Marietta Blau observent un type spécifique de rayonnement auparavant inconnu émis par le polonium. Un article co-signé par les deux scientifiques sous le titre Űber die durchdringende Strahlung des Poloniums. Cette observation sera plus tard confirmé par James Chadwick comme rayonnement neutronique et qui conduira à sa découverte des neutrons. 
En 1933, son poste d'assistante de recherche à Vienne est supprimé. Elle poursuit ses recherches sans bourse jusqu'en 1935, date à laquelle elle gagne une bourse de recherche Alfred Yarrow de 3 ans du Girton College de Cambridge. Elle est ensuite employée au laboratoire Cavendish. En décembre 1937, elle postule pour un poste de maître de conférences en physique expérimentale à l'Université de Sofia. Elle revient en Bulgarie en 1939, où elle est nommée chargé de cours d'expérimentation atomistique avec radioactivité à l'Université. Elle créé un cours de physique atomique, présentant les dernières découvertes de ses études en Autriche et en Angleterre et une partie de son équipement. Le déclenchement de la Seconde Guerre mondiale stoppe toute nouvelle expansion des activités de recherche nucléaire. 
Ses études incluent désormais également les rayons cosmiques. Karamihailova utilise des plaques photographiques pour poursuivre son travail dans ce domaine, en collaboration avec Marietta Blau. Elle tente de poursuivre l'étude de l'ionisation multiple, mais cela s'avère impossible sans l'équipement sophistiqué auquel elle avait accès pendant son séjour en Angleterre. Quand Karamihailova commence son travail à Sofia en 1940, elle ne dispose que d'un microscope dans une pièce sombre. 
Après le coup d'état de 1944, les autorités d'extrême gauche nouvellement établies en Bulgarie qualifient Karamihailova de  en raison de ses origines bourgeoises et lui interdisent de se rendre à l'étranger, de correspondre avec des chercheurs étrangers et de publier son travail. Elle poursuit son travail dans le domaine de la radioactivité en Bulgarie, d'abord à l'Université de Sofia puis à l'Académie bulgare des sciences, où elle reçoit le titre de professeur. 
Les autorités la charge de contrôler la radioactivité à proximité d'une mine d'uranium à Buhovo une ville de l'ouest de la Bulgarie. Les relevés attestent un taux élevé de contamination. Avec son équipe, Elizaveta Karamihailova met en place une instance de radio-protection dans le pays.
Karamihailova décède d'un cancer en 1968, très probablement à la suite d'une exposition prolongée aux rayonnements. 